# SCCN
SCCN, voluit Suriname Cable and Communication Network N.V. is een Surinaamse omroep. Het bedrijf is gevestigd in Paramaribo en is eigenaar van de radiozenders Radio B104.1 en Smooth FM en de televisiezender SCCN Channel 17. Het is eigendom van Rudisa Holding.
SCCN begon in 1999 met zijn eerste radio-uitzendingen en in 2000 met televisie. Het brengt informatie, sport, muziek en entertainment en richt zich vooral op jeugd. De radiozender heeft een eigen hitlijst. SCCN verwierf medio jaren 2010 de rechten voor de uitzendingen van het WK- en EK-voetbal en de wedstrijden van de SVB.